# Liste der Biografien/Berv
Liste der Biografien |
Portal Biografien |
Personensuche
# |
A |
B |
C |
D |
E |
F |
G |
H |
I |
J |
K |
L |
M |
N |
O |
P |
Q |
R |
S |
T |
U |
V |
W |
X |
Y |
Z |
?
 
Ba |
Be |
Bd |
Bg |
Bh |
Bi |
Bj |
Bl |
Bm |
Bn |
Bo |
Br |
Bs |
Bu |
Bw |
By |
Bz
 
Bea–Beb |
Bec |
Bed |
Bee |
Bef |
Beg |
Beh |
Bei |
Bej |
Bek |
Bel |
Bem |
Ben |
Beo |
Bep |
Beq |
Ber |
Bes |
Bet |
Beu |
Bev |
Bew |
Bex |
Bey |
Bez
 
Bera |
Berb |
Berc |
Berd |
Bere |
Berf |
Berg |
Berh |
Beri |
Berj |
Berk |
Berl |
Berm |
Bern |
Bero |
Berq |
Berr |
Bers |
Bert |
Beru |
Berv |
Berw |
Berx |
Bery |
Berz
Die Liste der Biografien führt alle Personen auf, die in der deutschsprachigen Wikipedia einen Artikel haben. Dieses ist eine Teilliste mit 15 Einträgen von Personen, deren Namen mit den Buchstaben „Berv“ beginnt.

## Berv

### Berva
- Bervar, Stane (1905–1987), jugoslawischer Skilangläufer

### Berve
- Berve, Helmut (1896–1979), deutscher Althistoriker
- Berve, Maurus (1927–1986), deutscher Benediktiner und Abt der Abtei Neuburg bei Heidelberg
- Berve, Raghilt (* 1933), deutsche Regierungspräsidentin
- Berve-Glauning, Anna Elisabeth (1910–1987), deutsche Althistorikerin und Übersetzerin
- Berveiller, Jean (1904–1976), französischer Organist und Komponist
- Bervejillo, Hugo (* 1948), uruguayischer Schriftsteller
- Berveling, Gerrit (* 1944), niederländischer Esperantist und Redakteur

### Bervi
- Bervid, Václav (* 1973), tschechischer Automobilrennfahrer
- Bervil, André (1905–1972), französischer Schauspieler
- Berville, Hervé (* 1990), französischer Politiker
- Bervillé, Roland (* 1966), französischer Autorennfahrer
- Bervingas, Silvia (* 1955), deutsche Schauspielerin und Regisseurin

### Bervo
- Bervoets, Gene (* 1956), belgischer Schauspieler für Theater, Film und FernsehenGene Bervoets (* 1956)

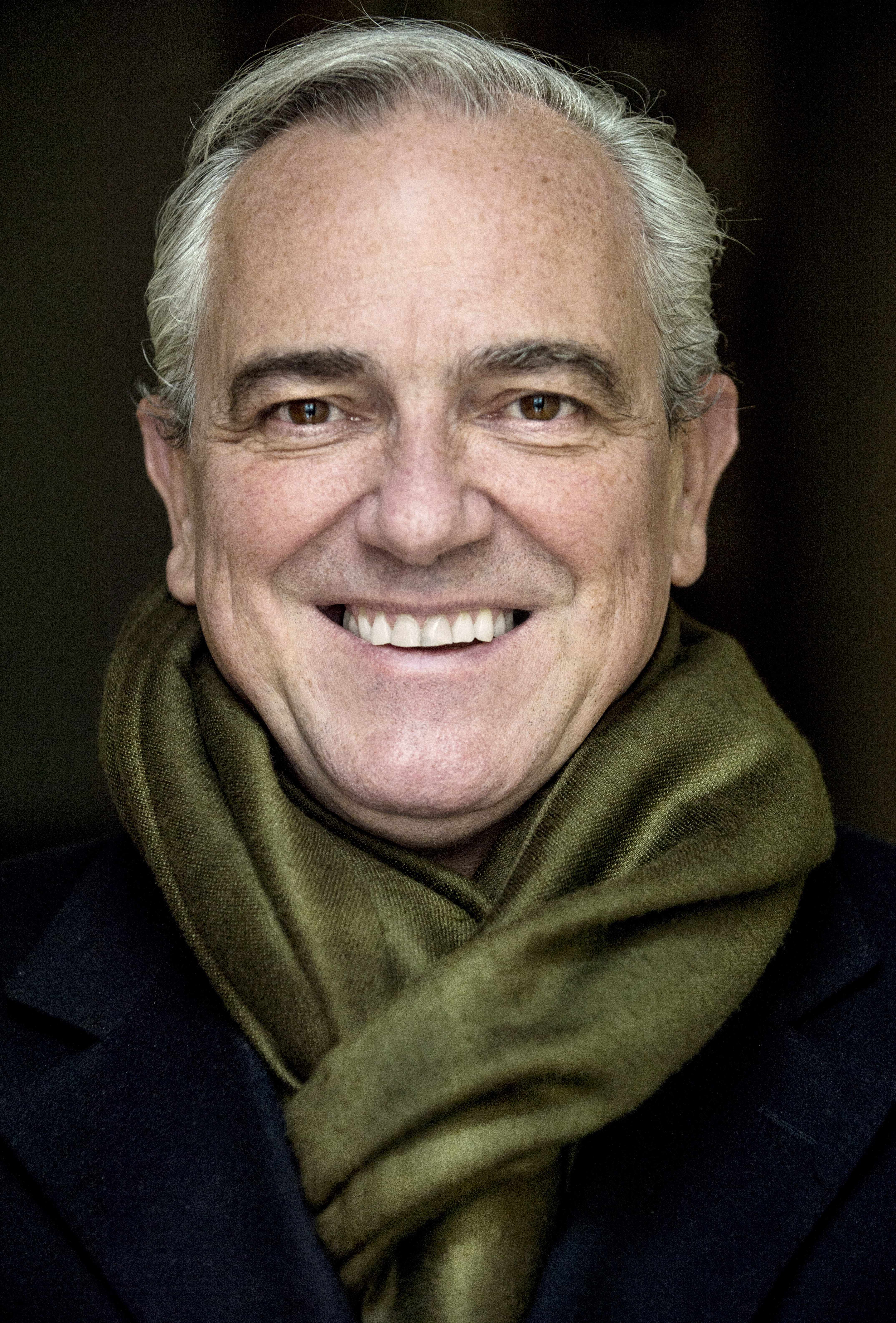
Gene Bervoets (* 1956)

- Bervoets, Marguerite (1914–1944), belgische Widerstandskämpferin gegen den Nationalsozialismus